# سبيروس أريون
سبيروس أريون (باليونانية: Σπύρος Αρίον)‏ ولد باسم سبيريدون مانوساكيس (باليونانية: Σπυρίδων Μανουσάκης)‏ (من مواليد سبتمبر 1940) هو مصارع محترف متقاعد يوناني من مواليد مصر له مسيرة واسعة وناجحة في كل من أستراليا والولايات المتحدة. لقد عُرف باسم اليوناني الذهبي واليوناني الحديدي، وقد ظهر لأول مرة في عام 1961 وتقاعد في عام 1979.

## المسيرة المهنية

### النشأة
ولد سبيروس أريون سبيريدون مانوساكيس في سبتمبر 1940 في العاصمة المصرية القاهرة لأبوين يونانيين، هما ستافروس وكونيستانتينا. حيث قضى طفولته المبكرة في مصر ولكنه عندما أصبح في سن المراهقة، هاجر هو وعائلته إلى أثينا باليونان، وهناك برع الشاب سبيروس في المصارعة اليونانية الرومانية، حيث تمتع بشخصية جذابة وقوية جسديًا بشكل طبيعي. ترك سبيروس بصمة مبكرة على الحصائر الأوروبية، وغالبًا ما يعتبر «ابنًا» لمعلمه، المصارع اليوناني المخضرم أندرياس لامبراكيس.

### أوروبا (1961–1964)
تم تدريب أريون على يد مصارع فرنسي يدعى أندريه بوليه. ظهر لأول مرة في المصارعة المحترفة عام 1961 في باريس. ولأكثر من أربع سنوات، صارع حول أوروبا قبل أن يستقر في أستراليا.[بحاجة لمصدر]

### أستراليا (1964-1978)
في يوليو 1964، وصل إلى ساحة المصارعة الأسترالية تحت اسم «اليوناني الذهبي» وسرعان ما أصبح محبوبًا. انضم إلى منظمة وورلد تشامبيونشيب ريسلينغ (أستراليا) وصارع هناك حتى نهايتها عام 1978. كما صارع في آي دبليو إيه أستراليا. وفي عام 1965، فاز ببطولة الوزن الثقيل العالمية آي دبليو إيه وبطولة الفرق الثنائية آي دبليو إيه.
أنهى أريون عام 1965 كبطل آي دبليو إيه العالمي. لقد أسقط الحزام إلى كيلر كوالسكي، ثم استعاده. وفي عام 1966، دافع عن بطولة آي دبليو إيه بنجاح ضد كينغ كونغ زاغا البالغ وزنه 400 رطل. لقد كان جزءً من عدة محاور قصة في آي دبليو إيه ودبليو سي دبليو. وفي عام 1974، حصل على بطولة الوزن الثقيل الأسترالي الآسيوي آي دبليو إيه، ودافع عنها ضد بوبي شين.[بحاجة لمصدر]

### أمريكا (1966-1975)
في عام 1966، توجه إلى أمريكا وظهر لأول مرة في وورلد وايد ريسلينغ فيدرايشن، وسرعان ما أصبح نجمًا، حيث هزم كبار الخصوم، بما في ذلك الدكتور بيل ميلر، وكاوبوي روكي فيتزباتريك (بوب أورتن الأب)، وغوريلا مونسون، وجوني فالنتاين، والمجنون لوك جراهام، وبول أورتيجا، والشيخ، وكنتاكي بوتشر (جون كوين)، وجورج ستيل، إلخ. غالبًا ما كانت حركته النهائية «المقعد الساخن»، والتي أعيدت تسميتها لاحقًا بـ«المقعد الخلفي اليوناني». وفي مباراته الثانية في الولايات المتحدة، تعاون مع توني باريزي لهزيمة بارون ميكيل شيكلونا وسماشر سلون على تلفزيون واشنطن العاصمة لبطولة فرق الولايات المتحدة الثنائية دبليو دبليو دبليو إف. فاز باريسي وأريون بالبطولة، ولم يهزما قط على الأحزمة. وفي يونيو 1967، تعاون باريسي مع أرنولد سكالاند مسجلًا ثاني لقب له في الولايات المتحدة. وفي 10 يوليو 1967، فقدَا البطولة أمام الصقليين (لو ألبانو وتوني التوماري). أصبح أريون محميًا من بطل بطولة الوزن الثقيل العالمية دبليو دبليو دبليو إف برونو سامارتينو، وكلاهما هزم الصقليين بفوزهما في سقوطين متتاليين في 24 يوليو ليصبحَا آخر بطلين لبطولة فرق الولايات المتحدة الثنائية.
تعاون سامارتينو وأريون في الحدث الرئيسي في ماديسون سكوير غاردن، مرتين ضد غوريلا مونسون والبروفيسور تورو تاناكا. فاز مونسون وتاناكا بالمباراة الأولى بعد عدم الأهلية؛ حقق أريون وسامارتينو فوزًا حاسمًا في مباراة العودة التي كانت لعنوان مباراة موت تكساس، بسقطتان مقابل واحدة.
عاد أريون إلى دبليو دبليو دبليو إف في عام 1974 وأصبح على الفور من المحبوبين. زادت شعبيته عندما تعاون مع شيف جاي سترونجبو. وقبل أن يواجه أريون وسترونجبو الأخوان الشجعان، كانت هناك دلائل على أن فريق العلامات هذا لن يستمر. بينما كان أريون في مباراة فردية مع كيلر كوالسكي، كان للأخير اليد العليا. جاء سترونجبو لمساعدة أريون، لكن اليوناني كان غاضبًا لأن التدخل الخارجي لسترونجبو كلفه المباراة من خلال عدم الأهلية. ومع أن الخسارة كانت كان بعدم الأهلية، اشتكى أريون من أن هذه كانت أول خسارة له من أي نوع في الولايات المتحدة.[بحاجة لمصدر]
وفي مباراة على البطولة ضد الأخوان الشجعان، انقلب أريون فجأة على شريكه حيث انتقل من المصارع المحبوب إلى المكروه وسرعان ما اتخذ فريدي بلاسي مديرًا له. كثفت خطوط القصة المختلفة كراهية المعجبين له. حدث الأسوأ عندما مزق أريون غطاء الرأس الهندي لسترونجبو.
وقع أريون لمباراة ضد حارس برونو سامارتينو، لاري زابيسكو في ماديسون سكوير غاردن. وفي مقابلة تلفزيونية، أراد المذيع معرفة سبب توقيع أريون للمباراة - فقد اعتبر ذلك غير متطابق. ضحك أريون وقال: «لاري صديقي». قام أريون بهدم زابيسكو في ماديسون سكوير غاردن، وركض برونو سامارتينو في النهاية، بعد التثبيت، لمنع المزيد من الأذى من قبل أريون.[بحاجة لمصدر]
ثم تنازع أريون مع سترونجبو، وثبته في عدة حلبات؛ وذهب إلى سلسلة 3 مباريات في ماديسون سكوير غاردن ضد شريكه السابق، بطل دبليو دبليو دبليو إف سامارتينو، الذي ألقى اللوم على خسارة ألقاب الفرق الثنائية على حساب لقبه الفردي.
في أوائل عام 1976، غادر أريون دبليو دبليو دبليو إف وعاد في أواخر عام 1977. وفي عام 1978، دخل في شراكة مع أحدث منضم لفريدي بلاسي، وهو فيكتور ريفيرا الذي كان يتمتع بشعبية. بعد مباراة تلفزيونية في هامبورغ ببنسلفانيا، تعرض للطعن في صدره من قبل مشجع ذكر بينما كان هو وبلاسي يغادران الحلبة.

### بريطانيا (1979)
في عام 1979، وصل أريون، الذي أطلق عليه لقب «اليوناني الحديدي»، في العروض المشتركة مدعيًا أنه بطلٌ لنسخة من بطولة الوزن الثقيل العالمية مونتيفان. قدم دفاعات متلفزة عن بطولته ضد خصوم مثل كولين جوينسون ولي برونسون وروماني رايلي، قبل أن يخسر البطولة أمام واين بريدجز. بعد الهزيمة، ترك أريون المصارعة البريطانية، لكن لقبه سيستمر لأكثر من عقد بعد ذلك في كل من المنظمات المشتركة وآول ستار ريسلينغ، حيث استمر من قبل برديجز ومايتي جون كوين وتوني ستكلاير وستيف فيدور وكيندو ناجازاكي قبل أن يتم التخلي عنه عندما تقاعد البطل النهائي بريدجز في عام 1990.

## البطولات والإنجازات
- برو ريسلينغ مصارعة إيلوستارتيد
  - مباراة العام بي دبليو آي (1975) ضد برونو سامارتينو في 17 مارس
- وورلد تشامبيونشيب ريسلينغ (أستراليا)
  - بطولة الوزن الثقيل العالمية آي دبليو إيه (6 مرات)[10]
  - بطولة الفرق الثنائية العالمية آي دبليو إيه (مرتين) - مع ماريو ميلانو (مرة واحدة) ومارك لوين[11]
  - بطولة الوزن الثقيل الأسترالية الآسيوية إن دبليو إيه (3 مرات)[12]
  - بطولة الفرق الثنائية الأسترالية الآسيوية أن دبليو إيه (مرة واحدة) - مع مارك لوين[13]
- ورلد وايد ريسلينغ فيدرايشن
  - بطولة فرق الولايات المتحدة الثنائية دبليو دبليو دبليو إف الثنائية (3 مرات، الأخير) - مع توني باريسي (مرة واحدة)، وأرنولد سكالاند (مرة واحدة)، وبرونو سامارتينو (مرة واحدة)[14]
- المنظمات (المملكة المتحدة)
  - بطل الوزن الثقيل العالمي مونتيفان (مرة واحدة)

## روابط خارجية
- ملف تعريف عالم المصارعة على الإنترنت